# نگهبان (فیلم ۱۹۹۰)
گاردین (انگلیسی: The Guardian) فیلمی در ژانر ترسناک به کارگردانی ویلیام فریدکین است که در سال ۱۹۹۰ منتشر شد. از بازیگران آن می‌توان به کاری لوول، میگوئل فرر، آلفرد برک و تریسا رندل اشاره کرد.